# Spheginobaccha
Spheginobaccha là một chi ruồi trong họ Syrphidae.